# Johann Wilhelm Gehler (Politiker, 1649)
Johann Wilhelm Gehler (* 10. September 1649 in Zittau; † 4. Juni 1713) war zweimaliger Görlitzer Bürgermeister, Kurator des Heilig-Geist-Spitals und der Kirche St. Anna, Landesherr, Senator, Prätor und Konsul.

## Geschichte
Johann Wilhelm entstammte dem Adelsgeschlecht Gehler. Bartholomäus Gehler war sein Vater, Sophia Nesen seine Mutter und Johann Nesen sein Großvater mütterlicherseits.
Gehler studierte in Leipzig und ging dann auf Reisen. Am 16. Mai 1672 heiratete er Anna Maria Zacher († 7. Mai 1682). Daraufhin heiratete er am 16. August 1683 Anna Christiane Scholz von Schollenstern († 27. November 1690). Am 4. September 1691 heiratete er Anna Christiane Förster († 19. Oktober 1712).
Er wurde dann in Görlitz mit knapp 50 Jahren 1698 Senator, 1707 Prätor und 1708 Konsul. Sein erstes Bürgermeisteramt erlangte er im Jahr 1709. In seinem zweiten des Jahres 1713 starb er.
Gehler war Vater des Bürgermeisters Johann Wilhelm Gehler, dem er die Herrschaft auf Sohr-Neundorf vererbte. Aus seinen drei Ehen stammen insgesamt 13 Kinder.